# Loreto (Basse-Californie du Sud)
Pour les articles homonymes, voir Loreto.
Loreto ou Conchó est une ville mexicaine de l'État de Basse-Californie-du-Sud, siège de la municipalité du même nom.

## Géographie
Elle est située à 350 km au nord de La Paz et est bordée par le golfe de Californie à l'est.

## Histoire
Loreto a été la première colonie espagnole de la Nouvelle-Espagne sur la péninsule de Basse-Californie.
La ville a été fondée en 1697 par des missionnaires jésuites, qui y ont trouvé une source d'eau douce. Les jésuites ont été expulsés en 1767, et le contrôle des missions a été confié aux franciscains. En 1769, les franciscains confient à leur tour les missions aux dominicains pour accompagner l'expédition de Gaspar de Portolà et établir de nouvelles missions dans les zones inexplorées de Haute-Californie. L'expédition part ainsi de Loreto le 24 mars 1769.
La ville a été la capitale de la province dès sa fondation avant qu'elle soit déplacée à Monterey le 3 février 1777. Plus tard, la ville est devenue le siège du lieutenant-gouverneur de la province de Basse-Californie.